# Ja'far Khan
Jaʿfar Khān Zand (... – Shiraz, 23 gennaio 1789) fu il settimo Scià della Dinastia Zand di Persia, al potere dal 18 febbraio 1785 al 23 gennaio 1789.
Jaʿfar Khan venne incoronato il 18 febbraio 1785, dopo aver rovesciato il governo del predecessore ed usurpatore Ali Murad Khan, e vendicando il padre Sadiq Khan Zand.
Jaʿfar Khan fu un condottiero, e sconfisse Agha Mohammad Khan, a capo delle tribù dei Qajar, ripetute volte.
Jaʿfar venne ucciso il 23 gennaio 1798 col veleno, da un complotto organizzato da Sayed Murad Khan, governatore di Shiraz e suo uomo di fiducia, che regnò solo pochi mesi, venendo poi uccisa dal figlio di Jaʿfar, Lotf Ali Khan.